# Panamerikanische Spiele 2019/Leichtathletik – 20 km Gehen der Männer
Das 20-km-Gehen der Männer bei den Panamerikanischen Spielen 2019 fand am 4. August am Kennedy Park in der peruanischen Hauptstadt Lima statt.
16 Geher aus elf Ländern traten zu dem Wettbewerb an. Die Goldmedaille gewann Brian Pintado nach 1:21:51 h, Silber ging an Caio Bonfim mit 1:21:57 h und die Bronzemedaille gewann José Alejandro Barrondo mit 1:21:57 h.

## Rekorde
Vor dem Wettbewerb galten folgende Rekorde:
| Weltrekord        | Yusuke Suzuki   | 1:16:36 h | Nomi, Japan                                 | 15. März 2015 |
| Rekord der Spiele | Bernardo Segura | 1:20:17 h | Panamerikanische Spiele in Winnipeg, Kanada | 26. Juli 1999 |

## Ergebnis
4. August 2019, 10:30 Uhr
| Platz | Athlet                  | Land        | Zeit (h)   |
| ----- | ----------------------- | ----------- | ---------- |
|       | Brian Pintado           | Ecuador     | 1:21:51    |
|       | Caio Bonfim             | Brasilien   | 1:21:57    |
|       | José Alejandro Barrondo | Guatemala   | 1:21:57    |
| 4     | Mauriciio Arteaga       | Ecuador     | 1:22:23 SB |
| 5     | Evan Dunfee             | Kanada      | 1:22:27    |
| 6     | Andrés Olivas           | Mexiko      | 1:22:36 PB |
| 7     | José Leonardo Montaña   | Kolumbien   | 1:23:23    |
| 8     | Richard Vargas          | Venezuela   | 1:25:08    |
| 9     | Yassir Cabrera          | Panama      | 1:25:39    |
| 10    | Juan Manuel Cano        | Argentinien | 1:26:42    |
| 11    | Yerko Araya             | Chile       | 1:26:42    |
| 12    | Moacir Zimmermann       | Brasilien   | 1:33:14    |
|       | Jose Mamani             | Peru        | DSQ        |
|       | Carlos Sánchez Cantera  | Mexiko      | DSQ        |
|       | Éider Arévalo           | Kolumbien   | DNF        |
|       | José María Raymundo     | Guatemala   | DNF        |